# Nemanja Nikolić (ur. 1988)
Nemanja Nikolić cyr. Немања Николић (ur. 1 stycznia 1988 w Valjevie) – urodzony w Serbii reprezentant Czarnogóry, występujący na pozycji pomocnika. Wychowanek Crvenej Zvezdy Belgrad, obecnie występuje w izraelskim klubie Hapoel Tel Awiw.